# Calu
Calu era una deidad ctónica etrusca, un antiguo dios de los muertos y señor del inframundo que luego fue sustituido por el equivalente etrusco del griego Hades, Aita. Se le identifica por sus atributos lupinos; aparece como un lobo o como un hombre cubierto con una piel de lobo. Mientras Aita fue solo una figura mitológica, Calu sí recibía culto y veneración popular. Las representaciones visuales del culto de Calu parecen contener elementos comunes con el culto romano de las Lupercales y el culto falisco de los Hirpi Sorani ("lobos de Sorano"; hirpus, "lobo").
Calu es mencionado en la Tabula Capuana, del siglo V a. C., que prescribe ofrecer al dios "víctimas perfectas".